# 董健吾
董健吾（1891年—1970年12月12日），曾用名董选青，化名周继吾、王牧师，是一位基督教牧师，也是中国共产党的地下特工。

## 生平
1891年（清光绪十七年）1月，董健吾出生于江苏省松江府青浦县（今上海市青浦区）县城东门棣华桥的一个基督教世家。他曾就读于美国圣公会在苏州开设的桃坞中学，1914年又考入该会在上海开设的圣约翰大学神学院，同学有浦化人、宋子文、顾维钧等。1917年从圣约翰大学毕业，曾到扬州、西安等地圣公会办的中学任校长。1917年，圣公会美籍传教士韩忭明在扬州左卫街购得一处房屋，设为圣三一堂，由董选青主牧。
1924年，董健吾返回上海，在圣约翰大学供职，后被圣彼得堂聘为第五任牧师。1927年，在青浦县任中学校长，不久应同学浦化人邀请，到河南出任冯玉祥部队随军牧师、宣传处秘书长。1928年8月，经浦化人介绍，秘密加入中国共产党，在上海从事中共中央特科的秘密情报工作，公开身份是中华圣公会上海圣彼得堂（位于上海爱文义路、梅白格路口，今北京西路、新昌路口）牧师。
1930年3月，中共计划以“互济会”的名义，在上海创办大同幼稚园，收养中共烈士和领导人的子女约30余人，其中包括毛泽东的3个儿子毛岸英、毛岸青、毛岸龙，以及彭湃的儿子彭绛人，恽代英的儿子恽仲希，蔡和森的女儿蔡转，李立三的女儿李力等。互济会筹集了500块大洋的经费，董健吾又卖掉了50多亩田产，得款1000多元，租用他的教友肖志吉医生在戈登路（今江宁路）武定路口的石库门房子，开办了幼稚园。不久由于该地距离公共租界戈登路巡捕房甚近，于是搬迁至法租界法国公园（复兴公园）附近的陶尔菲斯路341号（今南昌路48号）。1932年初，大同幼稚园一名保育员外出后失踪，于是中共决定解散大同幼稚园，毛岸英、毛岸青兄弟由董健吾带回自己家中（松柏斋古玩店楼上）抚养。由于岳母（郑兰芳之母）对此常有怨言，于是将毛氏兄弟送交前妻黄慧光处（凤阳路修德里12号）抚养。1933年，中共中央机关迁入江西中央苏区，董健吾也辞去牧师职务，失去固定经济来源后，生活日益窘迫。全家生计靠女儿为人洗衣及为百货公司扎纸花维持。
1936年1月，董健吾受宋庆龄委托，以“财政部西北经济专员周继吾”的身份，代表国民政府秘密从西安赴陕北，传递密信，担任南京国民政府与中共进行联系的特使。他由同学钟可托引荐，得借用西北剿匪代总司令张学良飞机到陕北瓦窑堡。1936年6月，董健吾又再度受命，以“王牧师”身份，联络、护送美国记者埃德加·斯诺和美国医生马海德去延安。由于董健吾的请求，张学良允诺出资10万法郎，资助毛岸英、毛岸青去苏联读书，并委托原部属李杜将军护送赴法国，转赴莫斯科。
1955年，董健吾受潘汉年案牵连被捕入狱，一年后由于周恩来的干预得以取保候审。1960年，斯诺访华时提出想见“王牧师”，中共经调查发现“王牧师”就是董健吾，于是在1961年，派遣陈赓到上海，要求上海市委第一书记柯庆施安排董健吾工作。1962年，董健吾被任命为上海市人民政府参事室参事。 
1966年文革开始，董健吾在参事室成为造反组织领袖，但是仍在一打三反運動中受到背靠背的揭发批判，方针是“对其罪行严肃批判，对其本人基本保护”，理由是“在历史上做过好事，也做过坏事，干过革命也干过反革命”。
1970年7月，董健吾被诊断为胃癌，一度在东方红医院（今瑞金医院）住院，病情加剧后，被动员回家，但不久因斯诺访华时要求见面，又被送回东方红医院。1970年12月12日，董健吾因病去世，终年79岁。